# エジガル・ジュニオ・テイシェイラ・リマ
エジガル・ジュニオことエジガル・ジュニオ・テイシェイラ・リマ（Edigar Junio Teixeira Lima、1991年5月6日 - ）は、ブラジル・ブラジリア連邦直轄区出身のプロサッカー選手。Jリーグ・V・ファーレン長崎所属。ポジションはフォワード（FW）。

## 来歴
ブラジリアに生まれたエジガル・ジュニオはパラナ・サッカー・テクニカル・センターでサッカーを本格的に始め、2008年にアトレチコ・パラナエンセのユースに加入した。

### アトレチコ・パラナエンセ（2011年-2013年）
2011年6月30日、ブラジル全国選手権1部のフルミネンセ戦の後半27分に交代出場してプロデビューすると後半41分にゴールを決め、デビュー戦でプロ初ゴールを決める活躍を見せるもチームは1-3で敗退した。
同年7月13日、アトレチコ・パラナエンセとの契約を2016年6月30日まで更新する も、その後トップチームでポジションを失った結果、U-23所属となり活躍の場をパラナ州選手権に移すことになった。

### ジョインヴィレEC（2013年-2015年）
2013年6月10日、ブラジル全国選手権2部のジョインヴィレECにレンタル移籍 すると、2014年には同リーグで37試合12ゴールを決め、チームの優勝に貢献した。
2015年1月にアトレチコ・パラナエンセに復帰したが、同年7月29日にジョインヴィレに再度レンタル移籍した。

### ECバイーア（2016年-2018年）
ジョインヴィレへのレンタル移籍が終了して迎えた2016年1月、ECバイーアへレンタル移籍。
2016年のブラジル全国選手権2部で27試合に出場し8ゴールを決めチーム内得点王に輝くと、2016年11月28日、アトレチコ・パラナエンセとの契約満了を受け、バイーアに完全移籍した。
2017年5月24日、怪我から復帰して2ヶ月ぶりにピッチに戻ってくると、15年ぶり3度目のコパ・ドゥ・ノルデスチ（ブラジル北東部カップ）制覇をもたらすゴールを決めた。このゴールは、1994年に当時FCバルセロナに所属していたロマーリオがエル・クラシコで決めた有名なゴールを引き合いに出され称賛された。
同年6月に負傷し再度離脱していたが9月に復帰すると、ブラジル全国選手権1部のラスト12試合で10ゴールを決める活躍を見せ、チームの順位を押し上げた。結果として、バイーアにとって5年ぶりの国際大会となるコパ・スダメリカーナ出場権をもたらした。2018年のバイーア州選手権では決勝第1戦で貴重な先制ゴールを上げ、優勝に貢献した。
2018年5月18日、コパ・ド・ブラジルのCRヴァスコ・ダ・ガマ戦で上げたゴールで、改修後のアレーナ・フォンチ・ノヴァで最もゴールを決めた選手となった。
ゴールから遠ざかっていた時期もあったが、2018年10月のボタフォゴFR戦で久しぶりに記録したゴールは長く勝利から見放され苦しんでいたチームを救った一撃となった。またコパ・スダメリカーナではPKを決め、チームを準決勝に導いた。

### 横浜F・マリノス（2019年-2020年）
2019年1月16日、横浜F・マリノスへの期限付き移籍加入が発表され「いつか海外でプレーすることを目標にしていたので、自分に期待しチャンスをいただいた横浜F・マリノスには大変感謝しているとともに、この挑戦に全力を尽くしたいと思っています」とコメントで意欲を示した。2019年のJリーグ開幕戦となったガンバ大阪戦で初出場、Jリーグ初ゴールとなる決勝ゴールを決め、次節のベガルタ仙台戦では加入後初の2ゴールを決めるなどの活躍を見せていたが、7月20日の第20節・ヴィッセル神戸戦で負傷、左足関節骨折により、手術を受け長期離脱した。しかし離脱までの時点で得点王争いのトップとなる11ゴールを挙げ、優勝に貢献した。2020年、ジュニオール・サントスの加入後、出番が減った。

### V・ファーレン長崎（2020年-）
2020年10月28日、V・ファーレン長崎へのレンタル移籍が発表された。所属元のECバイーアからは完全移籍と発表されている。
2020年12月29日、長崎への完全移籍が発表された。

## 個人成績
| 年度     | クラブ            | リーグ                   | リーグ戦 | リーグ戦 | カップ戦           | カップ戦           | リーグカップ   | リーグカップ   | 国際大会             | 国際大会             | 期間通算 | 期間通算 |
| 年度     | クラブ            | リーグ                   | 出場     | 得点     | 出場               | 得点               | 出場           | 得点           | 出場                 | 得点                 | 出場     | 得点     |
| ブラジル | ブラジル          | ブラジル                 | リーグ戦 | リーグ戦 | コパ・ド・ブラジル | コパ・ド・ブラジル | リーグカップ   | リーグカップ   | コパ・スダメリカーナ | コパ・スダメリカーナ | 期間通算 | 期間通算 |
| -------- | ----------------- | ------------------------ | -------- | -------- | ------------------ | ------------------ | -------------- | -------------- | -------------------- | -------------------- | -------- | -------- |
| 2011     | アトレチコ-PR     | ブラジル全国選手権1部    | 12       | 3        |                    |                    |                |                | 1                    | 0                    | 13       | 3        |
| 2012     | アトレチコ-PR     | パラナ州選手権           | 10       | 3        |                    |                    |                |                |                      |                      | 10       | 3        |
| 2012     | アトレチコ-PR     | ブラジル全国選手権2部    | 6        | 0        | 6                  | 2                  |                |                |                      |                      | 12       | 2        |
| 2013     | アトレチコ-PR     | パラナ州選手権           | 13       | 3        |                    |                    |                |                |                      |                      | 13       | 3        |
| 2013     | ジョインヴィレEC  | ブラジル全国選手権2部    | 26       | 7        |                    |                    |                |                |                      |                      | 26       | 7        |
| 2014     | ジョインヴィレEC  | サンタカタリーナ州選手権 | 16       | 4        |                    |                    |                |                |                      |                      | 16       | 4        |
| 2014     | ジョインヴィレEC  | ブラジル全国選手権2部    | 37       | 12       | 2                  | 0                  |                |                |                      |                      | 39       | 12       |
| 2015     | アトレチコ-PR     | パラナ州選手権           | 9        | 1        |                    |                    |                |                |                      |                      | 9        | 1        |
| 2015     | アトレチコ-PR     | ブラジル全国選手権1部    | 5        | 1        | 2                  | 0                  |                |                |                      |                      | 7        | 1        |
| 2015     | ジョインヴィレEC  | ブラジル全国選手権1部    | 20       | 1        |                    |                    |                |                | 0                    | 0                    | 20       | 1        |
| 2016     | ECバイーア        | バイーア州選手権         | 11       | 5        |                    |                    |                |                |                      |                      | 11       | 5        |
| 2016     | ECバイーア        | ブラジル全国選手権2部    | 27       | 8        | 1                  | 1                  | 8              | 2              |                      |                      | 36       | 11       |
| 2017     | ECバイーア        | バイーア州選手権         | 7        | 0        |                    |                    |                |                |                      |                      | 7        | 0        |
| 2017     | ECバイーア        | ブラジル全国選手権1部    | 26       | 12       |                    |                    | 7              | 3              |                      |                      | 33       | 15       |
| 2018     | ECバイーア        | バイーア州選手権         | 9        | 1        |                    |                    |                |                |                      |                      | 9        | 1        |
| 2018     | ECバイーア        | ブラジル全国選手権1部    | 27       | 6        | 4                  | 1                  | 8              | 4              | 6                    | 1                    | 45       | 12       |
| 日本     | 日本              | 日本                     | リーグ戦 | リーグ戦 | 天皇杯             | 天皇杯             | ルヴァンカップ | ルヴァンカップ | ACL                  | ACL                  | 期間通算 | 期間通算 |
| 2019     | 横浜F・マリノス   | J1リーグ                 | 16       | 11       | 0                  | 0                  | 0              | 0              | -                    | -                    | 16       | 11       |
| 2020     | 横浜F・マリノス   | J1リーグ                 | 16       | 3        | -                  | -                  | 1              | 0              | 0                    | 0                    | 17       | 3        |
| 2020     | V・ファーレン長崎 | J2リーグ                 | 11       | 5        | -                  | -                  | -              | -              | -                    | -                    | 11       | 5        |
| 2021     | V・ファーレン長崎 | J2リーグ                 | 32       | 15       | 0                  | 0                  | -              | -              | -                    | -                    | 32       | 15       |
| 2022     | V・ファーレン長崎 | J2リーグ                 | 41       | 12       | 0                  | 0                  | -              | -              | -                    | -                    | 41       | 12       |
| 2023     | V・ファーレン長崎 | J2リーグ                 | 10       | 2        | 1                  | 0                  | -              | -              | -                    | -                    | 11       | 2        |
| 2024     | V・ファーレン長崎 | J2リーグ                 | 28       | 15       | 1                  | 0                  | 2              | 1              | -                    | -                    | 31       | 16       |
| 通算     |                   |                          |          |          |                    |                    |                |                |                      |                      |          |          |
| 通算     | ブラジル          | パラナ州選手権           | 32       | 7        |                    |                    |                |                |                      |                      | 32       | 7        |
| 通算     | ブラジル          | サンタカタリーナ州選手権 | 16       | 4        |                    |                    |                |                |                      |                      | 16       | 4        |
| 通算     | ブラジル          | バイーア州選手権         | 27       | 6        |                    |                    |                |                |                      |                      | 27       | 6        |
| 通算     | ブラジル          | ブラジル全国選手権1部    | 90       | 9        | 6                  | 1                  | 15             | 7              | 7                    | 1                    | 118      | 32       |
| 通算     | ブラジル          | ブラジル全国選手権2部    | 96       | 27       | 9                  | 3                  | 8              | 2              |                      |                      | 113      | 32       |
| 通算     | 日本              | J1リーグ                 | 32       | 14       | 0                  | 0                  | 1              | 0              | 0                    | 0                    | 33       | 14       |
| 通算     | 日本              | J2リーグ                 | 122      | 49       | 2                  | 0                  | 2              | 1              | 0                    | 0                    | 126      | 50       |
| 総通算   | 総通算            | 総通算                   | 415      | 116      | 17                 | 4                  | 26             | 10             | 7                    | 1                    | 465      | 131      |

- 2020年
  - FUJI XEROX SUPER CUP 1試合0得点

個人成績は2020年シーズン終了時点の情報。

## タイトル

### ジョインヴィレ
- 2014年 ブラジル全国選手権2部 優勝

### バイーア
- 2017年 コパ・ドゥ・ノルデスチ（ブラジル北東部カップ）（英語版） 優勝

### 横浜F・マリノス
- J1リーグ：2019年